# 青春太閤記 いまにみておれ!
『青春太閤記 いまにみておれ!』（せいしゅんたいこうき いまにみておれ）は、1970年4月4日から同年9月26日まで日本テレビ系列局で放送されていた時代劇である。日本テレビと歌舞伎座テレビ室の共同製作。全15話。放送時間は毎週土曜 20:30 - 21:26 （日本標準時）。
矢田挿雲の『挿雲太閤記』を原作とする作品で、太閤・豊臣秀吉が藤吉郎と呼ばれていた若かりし頃を描いている。主演はなべおさみ。

## キャスト
- 弥吉（藤吉郎）：なべおさみ
- ねね：大原麗子
- なか：中畑道子
- 竹阿弥：原健策
- おしん：二本柳敏恵
- 浅野又右衛門：堀正夫
- 又右衛門の妻：東竜子
- 前田犬千代：森次浩司
- 松下嘉兵衛：里見浩太郎
- 蜂須賀小六：犬塚弘
- 竹中半兵衛：御木本伸介
- 織田信長：佐藤允
- 濃姫：大谷直子
- お市の方：岩井友見
- 柴田権六：小林勝彦
- 丹羽又左衛門：森章二
- 斎藤道三：遠藤辰雄
- 斎藤義龍：天野新士
- 堀田道空：永野達雄
- 稲葉良通：梶川武利
- 氏家卜全：織本順吉
- 大沢次郎左衛門：岩田直二
- 今川義元：花柳喜章
- 浅井長政：夏八木勲
- 遠藤喜右衛門：守田学哉
- 才八：牧冬吉
- 狼党の頭：宍戸錠
- 光明寺の和尚：曽我廼家明蝶
- おえい（ねねの姉）：吉野妙子
- しのぶ：真山知子
- 喜助：汐路章
- きち：松本めぐみ
- 金蔵：楠年明
- 半蔵：木村元
- 河野：倉丘伸太郎
- 早苗：早瀬久美
- おせん：万里昌代
- 巌念：澤村宗之助

- 語り手：谷啓、泉田行夫

## スタッフ
- 原作：矢田挿雲「挿雲太閤記」より
- 脚本：布勢博一、岡本克己、伊上勝、浅井昭三郎
- プロデューサー：鎌田哲也、加藤敦夫、横山敞三郎
- 監督：船床定男、西山正輝
- 助監督：菊池奛
- 殺陣：宮内昌平
- 記録：原田睦子
- 制作主任：三枝満
- 進行：下川護
- 音楽：小川寛興
- 調音：本田文人
- 撮影技術：倉持友一
- 照明：中島利男
- 編集：河合勝己
- 録音：高橋太郎
- 現像：東洋現像所
- 美術：武田殷一、倉橋利韶（日本芸美、松竹衣装）
- 制作協力：渡辺企画、京都映画